# 가와나미 오지
가와나미 오지(일본어: 河波 櫻士, 2001년 1월 12일~)는 일본의 축구 선수이다.

## 구단 경력
그는 2023년 J1리그의 사간 도스에 입단했다. 2024년 J3리그의 FC 기후로 이적했다.